# 리틀 나이트메어
리틀 나이트메어(Little Nightmares)는 타시에 스튜디오가 개발하고 반다이 남코 엔터테인먼트가 마이크로소프트 윈도우, 플레이스테이션 4, 닌텐도 스위치, 엑스박스 원, 스타디아를 위해 출시한 퍼즐 플랫폼 공포 어드벤쳐 게임이다. 이 게임은 출시되자 마자 분위기, 그래픽, 사운드를 칭찬함과 동시에 게임의 체크포인트 시스템과 짧은 플레이 타임이라는 단점에도 불구하고 평론가들에게 긍정적인 평가를 받았다. 속편인 리틀 나이트메어2는 2021년 2월10일에 출시됐다.

## 줄거리
식스(Six)라는 이름의 노란 비옷을 입은 어린 소녀는 게이샤를 닮은 한 여성의 꿈에서 깨어나고 있다. 가진 것은 라이터 뿐인 식스는 자신보다 훨씬 더 큰 주민들을 위해 설계된 거대한 수중 철제선인 머우/모든걸 집어 삼키는 구멍(Maw)의 내부를 몰래 통과한다. 배를 탐험하며 식스는 자신을 피하거나 몰래 관찰하는 작고 깡마른 생명체인 노움들을 마주친다. 붙잡힌 아이들이 있는 감옥을 통해 식스는 그 배의 내부에 존재하는 육식 거머리들과 만약 불빛에 포착되면 돌로 변해버리는 한 쌍의 인공 눈들을 피하며 나아간다. 식스는 또한 주기적으로 배고픔으로 인해 기력을 약화시키는 것을 경험한다. 식스는 감옥에 갇힌 아이가 준 빵을 먹었지만, 이후 고기가 들어있는 우리 안에 들어갔다 함정에 빠져 장님이면서 긴팔의 관리인에 의해 붙잡힌다. 그녀는 도망치지만 붙잡힌 다른 아이들을 돕진 않는다. 도망치던 중 그녀는 신발 더미로 가득 찬 방에 떨어져 보이지 않는 괴물이 밑에서 파고드는 것으로부터 도망친다. 그리고 결국 관리인에 의해 식스는 막다른 길에 몰렸지만, 그녀는 무너진 문으로 그의 팔을 꺾어 다시 도망친다.
또 다시 배고픔에 사로잡힌 식스는 이번엔 살아있는 쥐를 잡아먹었다. 그 후 그녀는 종이에 싸인 아이들이 보내지는 부엌으로 향한다. 여기엔 괴기스러운 쌍둥이 요리사들이 큰 잔치를 준비하고 있고 식스가 시야에 들어올 때마다 그녀를 잡기 위해 쫓아온다.요리사들을 따돌린 그녀는 바다의 파도 위에 있는 배의 선체 밖으로 나간다. 선체를 오르며 식스는 다른 배에서 머(Maw)로 움직이는 비만의 손님들의 행렬을 목격한다. 그들은 일본식 식당으로 들어가 음식을 잔뜩 먹고 있다. 이 연회는 머(Maw)의 주인이자 복면을 쓴 게이샤 같이 생긴 신비로운 여인에 의해 관리되고 있다. 그리고 그녀는 식스의 꿈에서 나온 여인이었다. 몇몇 손님들은 식스를 발견하고 그녀를 쫓아 다투지만, 그녀는 도망친다. 그녀가 또 다시 배고픔을 느낄 때, 한 노움이 다가와 그녀에게 소시지를 준다. 하지만 식스는 소시지 대신 그 노움을 잡아먹는다.
식스는 여인을 따라 깨진 거울이 널려 있는 방으로 간다. 이후 식스는 여인에게 쫓기며 방에서 깨지지 않은 거울을 발견하는데, 여인이 어둠 속에서 매복하려 할 때마다 빛을 반사시켜 여인을 쓰러뜨리는데 사용한다. 식스는 자신이 반사시킨 빛이 여인에게 고통을 주는 것을 깨닫고 마침내 그녀를 제압한다. 여인이 무방비 상태로 누워 있을 때, 식스는 그녀에게 다가가 마지막 배고픔을 느낀다. 식스는 목을 물어 뜯으며 그녀를 죽이고 그녀가 가진 마법의 힘을 흡수한다. 식스는 어두운 분위기에 둘러싸인 채 식당으로 돌아간다. 몇몇 손님들은 그녀를 잡아먹으려고 하지만, 그들은 그녀의 새로운 힘에 의해 즉사한다. 그녀는 문을 통과하며 계단을 올라가 햇빛을 받으며 나아간다.
엔딩 크레딧 장면에서 식스는 머(Maw) 입구에서 보이고 먼 곳에서 무적이 들리며 마무리된다.

## DLC 줄거리

### 목구멍의 비밀
식스의 모험에서 다른 인물의 시점으로 시작하는 3개의 단계로 구성된 DLC 추가가 계획되었다. 첫 작품은 2017년 7월에 발매되었다. 두 번째는 2017 11월,  마지막 작품은 2018에 발매되었다.

#### 심연
탈출하려는 것으로 보이는 한 아이가 물 속에서 끌려가기 전에 어둠 속에서 수영하는 악몽에서 깨어난다. 보육원을 나온 후 관리인이 탈출하는 어린이 중 한 명을 뒤쫓는 것을 발견한다. 아이 역시 도망가는 한 소녀를 따라다니지만 그녀는 손전등을 남긴 채 사라지고, 소년은 그 손전등을 챙긴다.
아이는 움푹 패인 머(Maw) 호의 깊은 심연 속에 있는 자신을 발견하게 되고, 그 안에 있는 거머리들를 피해서 떠다니는 부유물을 뛰어올라 길을 건너야 한다. '심연'은 물 속에서 헤엄쳐 도망가는 아이를 붙잡으려고 하는 할머니의 집으로 밝혀졌는데, 할머니는 그가 서 있는 플랫폼을 부딪쳐 파괴하거나 물에 너무 오래 있으면 그를 낚아채려고 한다. 텔레비전을 물에 밀어 넣어 할머니를 감전시켜 죽인 후, 아이는 높은 나무 계단을 올라가지만 관리인에게 잡힌다. 마지막 장면은 식스를 포함한 갇힌 다른 아이들 옆에 있는 우리 안의 그를 보여준다. 관리인이 소년이 잡힌 우리를 잡아 당기는 모습과 우리에서 깨어나기 직전 식스와  비슷한 모습을 보인다.

#### 숨겨진 길
아이는 자신을 감싼 종이에서 탈출한다. 이 종이는 배의 부엌을 향해 갈고리를 타고 올라가고 있다. 그리고 그는 머(Maw)의 새로운 장소로 떨어진다. 그는 노움들이 화로에 석탄을 넣기 위해 찾아오는 기관실을 발견한다. 관리인을 피해서 여러 노움들을 찾아낸 후, 아이는 그들을 용광로에 동력을 공급하기 위해 사용한다. 기관실 뒷편에 있는 양동이 엘리베이터가 완벽하게 작동하며 아이를 노움들이 모여 있는 아궁이 방으로 끌어올린다. 아궁이의 그림자가 아이들을 닮은 아궁이 빛에 드리워지고, 벽에 난 틈으로 빠져나간 후 엘리베이터 꼭대기에서 아이는 한 여인이 서 있는 것을 발견한다.

#### 거주지
엘리베이터를 떠난 후, 아이는 숙녀용 숙소로 들어간다. 어린이들처럼 생긴 그림자와 싸우다가 사라진 세 개의 동상을 찾기 위한 퍼즐을 푼 후, 그는 거울 속의 자신을 보고 있는 여인을 발견하게 되는데, 거울 속 그녀의 가면을 벗지 않은 얼굴은 섬뜩하고 기형적인 것으로 드러난다. 여인은 도망친 아이의 존재를 눈치채고 그를 노움으로 변화시킨다. 그리고 그는 식스에게 소시지를 건낸 노움으로 등장한다. 즉, 식스가 먹은 것은 그라는 것을 나타낸다. 목구멍의 비밀에 대한 크레딧이 마침내 TV에 나오는데, 이것은 마른 남자를 연상시키는 형상을 보여준다.

## 개발 과정
이 게임은 원래 타시에 스튜디오에 의해 2014년 5월에 'Hunger'라는 제목으로 발표되었고, 플레이스테이션 4에 출시될 것으로 알려진 적은 없었다. 2015년 2월 티저 예고편 이후, 반다이 남코 엔터테인먼트는 타시에와 현재의 "리틀 나이트메어"라는 제목을 다시 붙인 이 프로젝트를 위한 전세계적인 출시 계약을 체결했다고 발표했을 때인 2016년 8월까지 이 프로젝트에 대한 어떠한 소식도 듣지 못했다.

## 평가
비디오 게임 리뷰 애그리게이터 메타크리틱에 따르면 리틀 나이트메어는 "일반적으로 긍정적인" 평가를 받았다.
디스트럭토이드의 코리 아놀드는 "어느때나 존재하는 긴장감으로 내게 최면을 걸었다"며 8.5/10의 점수를 주었다.
게임 레볼루션의 조나단 렉은 "리틀 나이트메어는 이중의 의미를 지닌 것 같다. 게임 플레이는 정기적으로 여러분의 인내심과 플레이 의지를 시험하는 악몽이다. 반면에, 분위기와 오디오 디자인은 공포스러운 친구들이 감탄할 정도로 무시무시하다. 장단점이 같지만, 결론적으로 말하면 리틀 나이트메어는 다른 어떤 것과 달리 재미있는 공포 게임이 되겠다는 약속을 이행하는 데 성공했다."
게임스 레이더+의 샘 프렐은 "때때로 기계적으로 서툴지만 예술적으로 건전한 리틀 나이트메어는 가끔 여러분의 신경을 건드리지만, 그 이미지는 여러분의 뇌로 파고들어 떠나지 않을 것입니다."라고 5개의 별 중 4개를 수여했다.
IGN에서 조 스크레벨의 8.8/10점수는 "유쾌하게 이상하고, 끊임없이 음울하고, 조용하게 똑똑한 리틀 나이트메어는 공포에 대한 매우 반가운 새로운 견해다"라고 말했다.
100점 만점에 78점으로 PC 게이머의 사무엘 로버츠가 내린 결론은 "괜찮은 플랫폼이지만 상상력이 풍부한 공포 게임인 리틀 나이트메어는 다양한 이미지를 위해 플레이할 가치가 있다"는 것이었다.
폴리곤의 휘트니 레이놀즈는 8.5/10의 점수를 매겼으며 "리틀 나이트메어는 나의 꿈에 영향을 미쳤다. 왜냐하면 내가 방심할 수 있을 만큼 충분히 밝고 안전하기 때문이다. 이 게임은 일부 게임 디자인의 기본 원리의 균형을 맞추는데 항상 성공적이지는 않습니다. 하지만 불이 꺼졌을 때, 전 정말, 저 자신이 위험한 세상에서 작은 존재라는 것을 기억하게 되었습니다. 또한, 팔을 크게 잡고 있는 괴물들은 정말 소름끼칩니다." 라고 말했다.
비디오 게이머의 앨리스 벨은 9/10 점수를 매기며 "리틀 나이트메어는 여러분의 피부 하나하나에 긴장감이 돌 만큼 무섭습니다. 오늘밤 잠을 잘 못 잘 것이라 속삭이는 것처럼 말이죠. "리틀나이트메어"는 여러분이 어렸을 때 두려워했던 것들을 가져왔으며, 여러분이 지금도 여전히 두려워하고 있다는 것을 상기시킵니다.
유로게이머의 "2017년 50대 게임" 목록에서 28위를 차지했고, 게임스 레이더+에서는 2017년 25대 게임 목록에서 20위를 차지했으며, 폴리곤에선 2017년 50대 게임 목록에서 27위를 차지했다. 또한 IGN의 Best of 2017 Awards에서 "Best Platformer"와 "Best Art Direction"에 지명되었다.

### 판매량
리틀 나이트메어는 첫 주에 영국 전체 포맷 판매 차트에서 4위로 데뷔했다. 완전판은 일본에서 첫 주에 12,817장이 팔려 전체 형식 판매 차트에서 15위에 올랐다. 2018년 8월까지는 모든 플랫폼에서 백만 장 이상 판매되었다. 2020년 5월, 반다이 남코는 리틀 나이트메어가 2백만 대 이상이 팔렸다고 발표했다.

### 수상
| Year | Award                                                 | Category                                 | Result | Ref           |
| ---- | ----------------------------------------------------- | ---------------------------------------- | ------ | ------------- |
| 2016 | Gamescom 2016                                         | Indie Award                              | 수상   | [ 35 ]        |
| 2017 | Develop Awards                                        | New Games IP                             | 후보   | [ 36 ]        |
| 2017 | Golden Joystick Awards                                | Best Visual Design                       | 후보   | [ 37 ]        |
| 2017 | Golden Joystick Awards                                | Best Audio                               | 후보   | [ 37 ]        |
| 2018 | 21st Annual D.I.C.E. Awards                           | Outstanding Achievement in Art Direction | 후보   | [ 38 ] [ 39 ] |
| 2018 | Emotional Games Awards 2018                           | Best Emotional Music                     | 후보   | [ 40 ]        |
| 2018 | National Academy of Video Game Trade Reviewers Awards | Animation, Artistic                      | 후보   | [ 41 ] [ 42 ] |
| 2018 | National Academy of Video Game Trade Reviewers Awards | Art Direction, Contemporary              | 후보   | [ 41 ] [ 42 ] |
| 2018 | National Academy of Video Game Trade Reviewers Awards | Game Design, New IP                      | 후보   | [ 41 ] [ 42 ] |
| 2018 | National Academy of Video Game Trade Reviewers Awards | Lighting/Texturing                       | 후보   | [ 41 ] [ 42 ] |
| 2018 | National Academy of Video Game Trade Reviewers Awards | Original Dramatic Score, New IP          | 후보   | [ 41 ] [ 42 ] |
| 2018 | National Academy of Video Game Trade Reviewers Awards | Use of Sound, New IP                     | 후보   | [ 41 ] [ 42 ] |

## 후속작품

### 속편
속편/전편과 관련하여, 타시에 스튜디오는 여러가지를 기획하며 많은 아이디어를 가지고 있다고 말했다. 게임스컴 2019에서 리틀 나이트메어 2가 2020년에 출시될 것으로 발표되었다. 모노라고 알려진 새로운 플레이어 캐릭터가 등장하며, 식스는 컴퓨터로 제어되는 캐릭터로 돌아온다. 속편은 2021년 2월 11일에 출시될 예정이다.
모바일 어플리케이션
"very little nightmares"이라는 제목의 모바일 앱은 2019년 4월에 발표되었고 2019년 5월에 iOS로 출시되었다. 이것도 리틀 나이트메어의 속편 이야기를 다룬다.

### TV 시리즈
2017년 DJ2 엔터테인먼트의 드미트리 M. 존슨과 스테판 뷰는 리틀 나이트메어를 TV프로그램으로 각색할 것이라고 발표했다.이 시리즈는 또한 안토니와 조 루소가 참여할 것이며 감독은 헨리 셀릭이 맡을 예정이다.

### 만화
리틀 나이트메어스는 존 섀클포드가 쓰고 애런 알렉소비치가 연필로 새긴 4가지 소재의 연재 만화가 있었고 타이탄 코믹스가 출판했다. 하드 카피와 디지털 카피 모두에서 두 가지 소재가 발표되었으며,2017년 10월 말에 처음 두 소재의 하드커버 그래픽 소설이 출간되었다.